# Devshirme

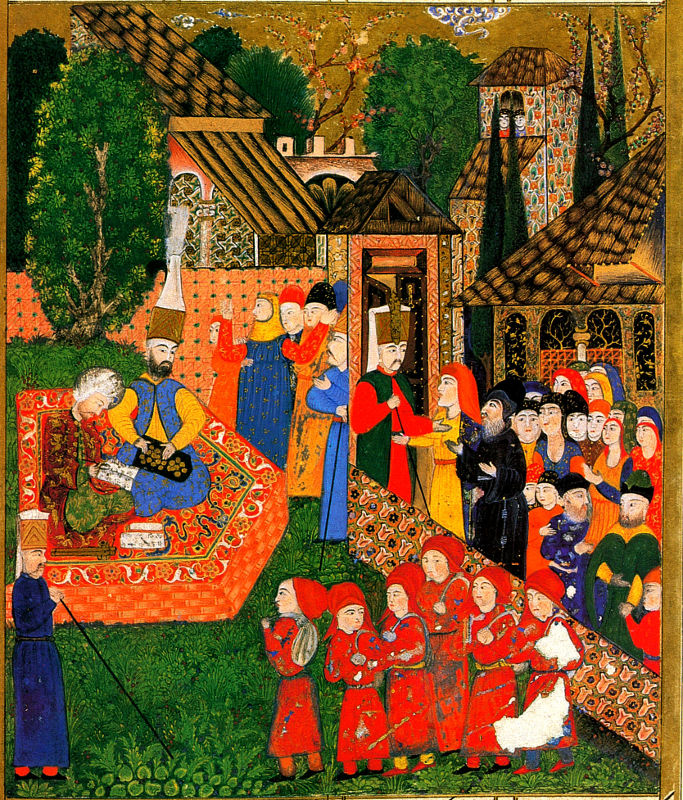
Ilustração do registro de meninos cristãos para o devşirme. Pintura em miniatura otomana, 1558.

Devshirme (em turco otomano: دوشيرمه, devşirme), também conhecido como imposto sobre o sangue ou tributo no sangue, era principalmente a prática pelo qual o Império Otomano enviava oficiais militares para levar meninos de 8 a 18 anos de suas famílias para serem criados para servir ao Estado. Este "tributo de filhos" era imposto apenas sobre os súditos cristãos do império, nas aldeias dos Balcãs e da Anatólia.
Os meninos foram convertidos então ao Islã com o objetivo preliminar de selecionar e treinar as crianças mais capazes para o serviço militar ou civil do império, notavelmente nos janízaros.
Começou em meados de 1300 por Murade I como um meio de neutralizar o poder crescente da nobreza turca, a própria prática violava a lei islâmica.
Em 1648, a prática estava lentamente chegando ao fim. Uma tentativa de restabelecê-la em 1703 foi resistida por seus membros otomanos que cobiçavam seus postos militares e civis. Finalmente, nos primeiros dias do reinado de Amade III, a prática de devshirme foi abolida.[carece de fontes?]